# Rhamnus sipapoensis
Rhamnus sipapoensis är en brakvedsväxtart som beskrevs av J.A. Steyermark. Rhamnus sipapoensis ingår i släktet getaplar, och familjen brakvedsväxter. Inga underarter finns listade i Catalogue of Life.